# Loren Eiseley
Loren Corey Eiseley (Lincoln, Nebraska, 3 de setembro de 1907 — Filadélfia, 9 de julho de 1977) foi um antropólogo, escritor científico, ecologista e poeta estadunidense.

## Carreira
Ele recebeu muitos títulos honorários e foi membro de várias sociedades profissionais. Em sua morte, ele era Professor de Antropologia e História da Ciência na Universidade da Pensilvânia.
Ele era um "estudioso e escritor de imaginação e graça", cuja reputação e realizações se estendiam muito além do campus onde lecionou por 30 anos. A Publishers Weekly se referiu a ele como "o Thoreau moderno". O amplo escopo de seus escritos refletiu sobre tópicos como a mente de Sir Francis Bacon, as origens pré-históricas do homem e as contribuições de Charles Darwin.
A reputação de Eiseley foi estabelecida principalmente por meio de seus livros, incluindo The Imensa Jornada (1957), Darwin's Century (1958), The Unexpected Universe (1969), The Night Country (1971) e seu livro de memórias, All the Strange Hours (1975). O autor de ciência Orville Prescott o elogiou como um cientista que "pode escrever com sensibilidade poética e com um fino senso de admiração e reverência diante dos mistérios da vida e da natureza". A autora naturalista Mary Ellen Pitts viu sua combinação de escritos literários e da natureza como sua "busca, não simplesmente por reunir ciência e literatura ... mas uma continuação do que os naturalistas britânicos dos séculos 18 e 19 e Thoreau fizeram. Em elogio a "The Unexpected Universe", Ray Bradbury comentou: "[Eiseley] é o escritor de todo escritor, e o humano de todo ser humano ... Um de nós, mas muito incomum ...".
De acordo com seu obituário no The New York Times, o sentimento e a motivação filosófica de todo o corpo da obra de Eiseley foram melhor expressos em um de seus ensaios, O Vidro Encantado: "O antropólogo escreveu sobre a necessidade do naturalista contemplativo, um homem que, em uma época menos frenética, teve tempo para observar, especular e sonhar."  Pouco antes de sua morte, ele recebeu um prêmio do Museu de Ciência de Boston por sua "excelente contribuição para a compreensão pública da ciência" e outro da U.S. Humane Society por sua "contribuição significativa para a melhoria da vida e do meio ambiente neste país".

## Publicações
Principais obras
- Charles Darwin, (1956) W.H. Freeman
- The Immense Journey (1957) Vintage Books, Random House[5]
- Darwin's Century (1958) Doubleday
- The Firmament of Time (1960) Atheneum
- The Man Who Saw Through Time (1973) Scribner
- The Mind as Nature (1962) Harper and Row
- Man, Time, and Prophecy, (1966) Harcourt, Brace & World
- The Unexpected Universe (1969) Harcourt, Brace & World
- The Invisible Pyramid: A Naturalist Analyses the Rocket Century (1971) Devin-Adair Pub.
- The Night Country: Reflections of a Bone-Hunting Man (1971) Scribner
- The Star Thrower (1978) Times Books, Random House
- Darwin and the Mysterious Mr. X: New Light on the Evolutionists (1979) E.P. Dutton
- The Lost Notebooks of Loren Eiseley, Kenneth Heuer editor, (1987) Little Brown & Co.
- How Flowers Changed the World, com fotografias de Gerald Ackerman. (1996) Random House

Antologia
- Loren Eiseley: Collected Essays on Evolution, Nature, and the Cosmos (conjunto de caixas em 2 volumes) - editado por William Cronon

Contém The Immense Journey, The Firmament of Time, The Unexpected Universe, The Invisible Pyramid, The Night Country, ensaios de The Star Thrower, e prosa não coletada (2016) Library of America.
Memórias
- All The Strange Hours: The Excavation of a Life (1975) Scribner
- The Brown Wasps: A Collection of Three Essays in Autobiography (1969) Perishable Press, Mount Horeb, WI

Poesia
- Notes of an Alchemist (1972) Scribner, McMillan
- The Innocent Assassins (1973) Scribner
- Another Kind of Autumn (1977) Scribner
- All The Night Wings (1978) Times Books